# 71-й испытательный полигон
71-й специальный полигон (71-й испытательный полигон, «Москва-400» или «Курчатовский полигон», войсковая часть 93851) — воинская часть дальней авиации специального назначения.
Была создана для проведения испытаний атомных бомб, в первую очередь воздушных. Силами этой воинской части осуществлялись доставка и сброс атомных бомб во время испытаний, а также дозиметрический контроль и фотовидеофиксация испытаний с воздуха.
Полигон находился на авиабазе Багерово в Ленинском районе Крыма и одноимённом посёлке.

## Общие сведения
Первые атомные заряды разрабатывались КБ-11 для применения в авиационных бомбах.
Их весогабаритные характеристики были таковы, что применение было возможно только с дальнего бомбардировщика Ту-4.
21 августа 1947 года было выпущено постановление ЦК КПСС и Совета Министров СССР, а 27 августа 1947 года вышел приказ министра вооружённых сил СССР Н. А. Булганина.
Эти документы предписывали выполнить авиационное обеспечение проведения воздушных ядерных испытаний и отработку технических средств доставки ядерных зарядов, в качестве которых в то время могла использоваться только авиация.
4 сентября 1947 года образован Специальный отдел Генерального штаба Вооружённых Сил СССР. Начальником специального отдела был назначен генерал-полковник В. А. Болятко, а его заместителем генерал-майор Н. П. Егоров.
В рамках ВВС был создан отдел по специальному вооружению  (начальник — полковник А. Н. Родин)
10 ноября 1947 года был подписан приказ главкома ВВС о создании войсковой части 93851.
Начальником был назначен Герой Советского союза Г. О. Комаров
Зимой 1951—1952 годов под руководством Л. П. Берия было проведено переустройство полевого аэродрома времён Великой Отечественной войны в районе посёлка Багерово.
За полгода были построены бетонная ВПП, стоянки и рулёжные дорожки аэродрома. Сформирован 71-й специальный полигон ВВС (войсковая часть 93851)
Сам полигон располагается в степи и предназначался для технических, баллистических и других неядерных испытаний авиационных спецбоеприпасов и средств их доставки.
На территории полигона захоронены низкорадиоактивные отходы.
Инфраструктура полигона включала в себя аэродром Багерово, жилую и служебную зону в посёлке Багерово, а также территорию на полуострове Крым и часть акватории Азовского моря от озера Чокрак на востоке до Казантипского залива на западе.
На территории полигона в самые сжатые сроки были построены: внеклассный аэродром с ВПП 3,5 км, позволяющий принимать любые летательные аппараты того времени днём и ночью, лаборатории и измерительные пункты для проведения баллистических испытаний, жилой городок, в котором были: гарнизонный Дом офицеров на 620 мест, солдатский клуб, две гостиницы, госпиталь и поликлиника, четыре магазина, образцовая средняя школа, детский сад, пионерский лагерь на 200 мест. Гарнизон выгодно (по меркам тех лет) отличала хорошая обеспеченность благоустроенным жильём для военнослужащих и членов семей. Строительством занимался военный строительный батальон, в дальнейшем развёрнут в строительную бригаду. Темпы строительства объектов были очень высокие.
С самого начала гарнизон Багерово был отнесён к закрытым режимным ядерным объектам с пропускным режимом даже в жилую зону городка. Первое время действовали ограничения по переписке, проживанию членов семей как в гарнизоне, так и близлежащих посёлках и Керчи.

## Подразделения 71 полигона
В структуру полигона входили: штаб, лётно-испытательная часть (три авиационных полка), инженерно-авиационная служба, научно-испытательная часть, службы тылового обеспечения.
В лётно-испытательную часть входили:
- 35-й отдельный специальный испытательный авиационный полк (бывш. 35-й бомбардировочный Берлинский орденов Суворова и Кутузова авиационный полк). На вооружении 35-го ОСИАП стояли самолёты Ту-4, затем он был пополнен Ил-28, Ту-16, Ту-95, 3М, Бе-12, Су-7Б. Все самолёты полка были оснащены специальным оборудованием и использовались в качестве самолётов-лабораторий и самолётов-носителей. В январе 1973 года полк был переформирован в 75-й ОСАП 8-го НИИ ВВС и убыл в СКВО.

- 513-й истребительный авиационный полк. На вооружении полка имелись истребители Ла-9, МиГ-15, а затем МиГ-17. Они предназначались для охраны и сопровождения самолётов носителей с изделиями на борту. Для предотвращения попыток угона самолётов со спец-изделиями все полёты на полигон выполнялись в строго оговорённых в полётном задании зонах воздушного пространства. При выполнении задания истребители снаряжались полным боекомплектом. Полк расформирован в 1962 году.

- 647-й смешанный авиационный полк специального обеспечения. В полку были самолёты и вертолёты следующих типов: По-2, Як-12, Ли-2, Ил-14, Ил-28, Як-25, Ан-8, Ан-12, Ан-24, Ми-6. Полк выполнял задачи: отбор проб воздуха из радиоактивного облака, фото- и киносъёмка различных этапов ядерных испытаний, отработка и испытания ядерных боеприпасов, транспортные перевозки, связь.

Научно-испытательная часть включала следующие подразделения: отдел испытаний ядерных авиационных бомб, отдел испытаний специальных боевых частей авиационных ракет, отдел испытаний самолётов, отдел самолётных измерений, отдел испытаний средств эксплуатации, временного хранения и подготовки изделий к применению, отдел по средствам отбора радиоактивных продуктов из облака ядерного взрыва и дезактивации самолётов, лаборатория механических и климатических испытаний.
Для натурных испытаний ядерных боеприпасов от 71-го полигона формировалась и командировалась авиагруппа. Так, например, при проведении войсковых учений на Тоцком полигоне от 71-го полигона выделена группа в составе 2-х носителей Ту-4, два самолёта-фотографа Ил-28, шесть истребителей МиГ-17, транспортный самолёт Ли-2 и связной самолёт Як-12.

## Боевая история полигона
В период 1949—1962 годов личный состав 71-й полигона участвовал в 178 ядерных испытаниях: на Семипалатинском полигоне 94 раза, на Новоземельском полигоне 83 раза и на Тоцком полигоне 1 раз.
Воздушные испытания были наиболее предпочтительным видом испытаний (177 воздушных из 219 испытаний всего).
В 1947—1949 годах на полигоне велась подготовка к испытаниям РДС-1.
В рамках испытаний производился забор проб воздуха радиоактивного облака взрыва.
В начале 1953 года в Багерово на базе 35-го ОСИАП происходило освоение ракетной системы Комета 27-й УТЧ ВВС Черноморского флота (аэр. Гвардейское). В январе-феврале 1957 года в этом полку проходили обучение экипажи отряда управления 143-й минно-торпедной дивизии ВВС Тихоокеанского флота (аэр. Каменный Ручей), с последующей передачей 4-х самолётов Ту-4. В 1962 году на Новоземельском полигоне проводились лётно-тактические учения двух тяжелобомбардировочных полков ВВС ДА, с практическим применением термоядерных авиационных бомб. Авиагруппа от 71-го полигона на время учений базировалась на аэродроме Оленья.
В 1963 году СССР подписал международное соглашение о запрещении ядерных испытаний на земле, в море и в воздухе, и деятельность 71-го полигона была свёрнута.
В 1972 году 71-й полигон в п. Багерово прекратил свою деятельность как самостоятельная организация.
Большая часть техники и личного состава были переданы в 10-е управление при 8-м ГНИИ ВВС, с дислокацией в р-не г. Ахтубинска.
Перед окончанием деятельности полигона (8-23 июня 1971 года) на его береговой линии были проведены учения Юг-71 с высадкой десанта.